# Henry James Pye

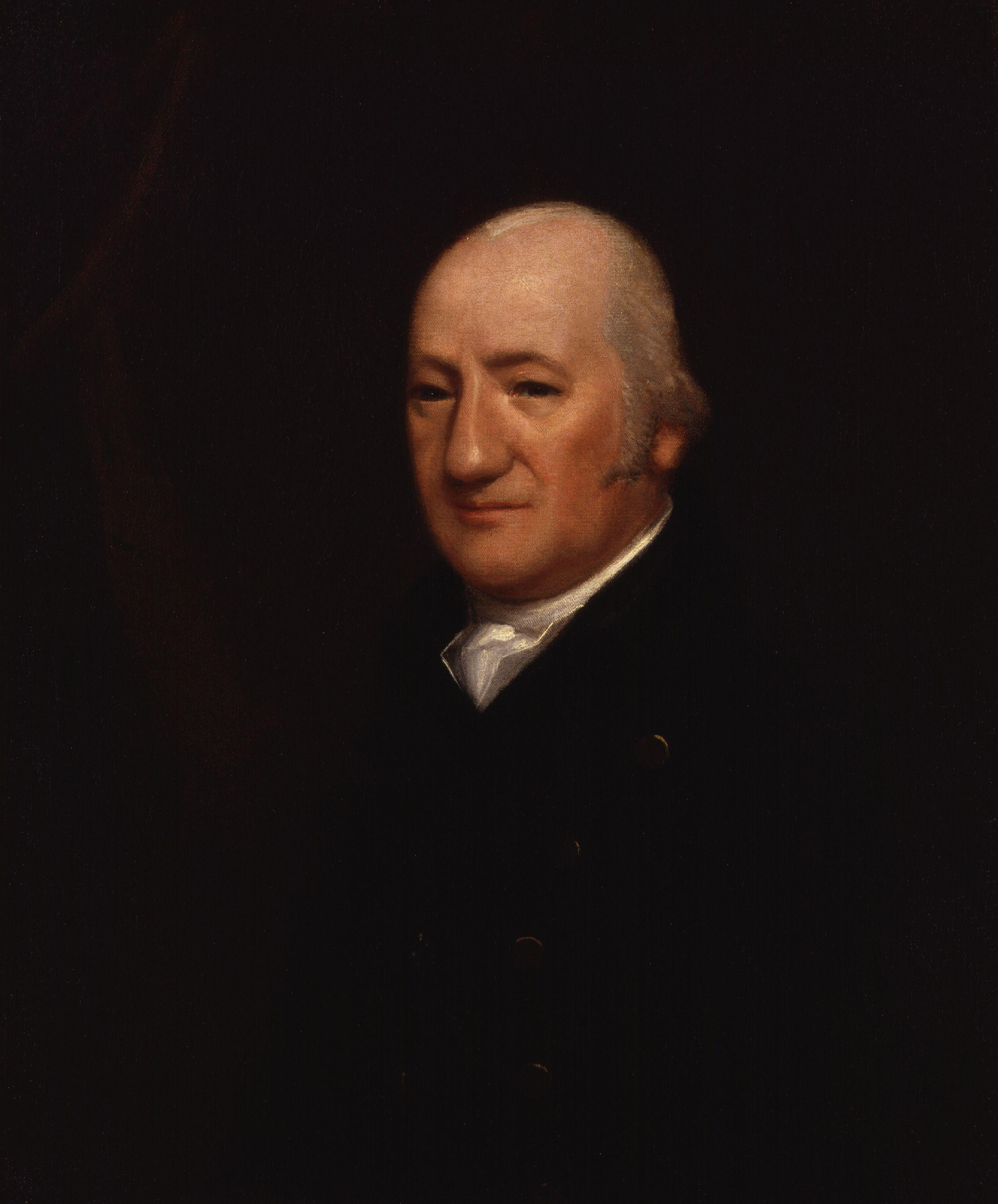
Henry James Pye

Henry James Pye (Londen, 20 februari 1745 – Pinner, Middlesex, 11 augustus 1813) was een Engels dichter. Van 1790 tot zijn dood was hij Poet Laureate. Hij was de eerste die voor zijn ambt een gering inkomen in geld ontving van £27, in plaats van de voordien gebruikelijke jaarlijkse hoeveelheid wijn. Hij studeerde aan de Universiteit van Oxford.
Tussen 1784 en 1790 was Pye parlementslid voor het graafschap Berkshire. Zijn ambitie om een belangrijk dichter te worden was groot en hij publiceerde veel. Zijn poëtische gaven waren echter zeer beperkt, en algemeen werd zijn benoeming beschouwd als een lachertje. Verondersteld werd dat hij zijn benoeming te danken had aan zijn steun voor minister-president William Pitt de Jongere. Hij werd wel een van de slechtste Poets Laureate genoemd.
Zijn prozawerk werd beter gewaardeerd, met name zijn Summary of the Duties of a Justice of the Peace out of Sessions uit 1808. Ook vertaalde hij Aristoteles' Poetica.
Pye werd na zijn dood als hofdichter opgevolgd door Robert Southey.

## Werk

### Proza
- Summary of the Duties of a Justice of the Peace out of Sessions (1808)
- The Democrat (1795)
- The Aristocrat (1799)

### Poëzie
- Poems on Various Subjects (1787)
- Alfred (1801)

### Vertalingen
- Aristoteles' Poetica (1792)